# Cymodoce inornata
Cymodoce inornata är en kräftdjursart som beskrevs av Thomas Whitelegge 1902. Cymodoce inornata ingår i släktet Cymodoce och familjen klotkräftor. Inga underarter finns listade i Catalogue of Life.